# Pteroma plagiophleps
Pteroma plagiophleps är en fjärilsart som beskrevs av George Francis Hampson 1892. Pteroma plagiophleps ingår i släktet Pteroma och familjen säckspinnare. Inga underarter finns listade.